# Марк Фостер (плавець)
Марк Фостер (англ. Mark Foster; нар. 12 травня 1970) — британський плавець.
Учасник Олімпійських Ігор 1988, 1992, 1996, 2000, 2008 років.
Призер Чемпіонату світу з водних видів спорту 2001, 2003 років.
Чемпіон світу з плавання на короткій воді 1993, 1999, 2000, 2004 років, призер 1997, 2002, 2008 років.
Призер Чемпіонату Європи з водних видів спорту 1993, 1997, 1999, 2000 років.
Чемпіон Європи з плавання на короткій воді 1992, 1996, 1998, 1999, 2000, 2003, 2004, 2005 років, призер 2001 року.
Переможець Ігор Співдружності 1994, 1998 років, призер 1986, 1990, 2002 років.